# 랫 제도

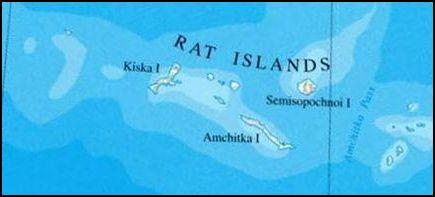
랫 제도

랫 제도(영어: Rat Islands)는 미국 알래스카주 남서부 알류산 열도에 있는 미국의 화산 제도다. 랫 제도의 총 육지 면적은 360.849 sq mi (934.594 km2)다. 현재 어느 섬에도 사람이 살지 않는다.